# Alfa Romeo TZ3
L'Alfa Romeo TZ3 (acronyme de Tubolare Zagato 3) se réfère à deux voitures distinctes, produites par le carrossier Zagato avec la participation de la marque Alfa Romeo. Après un premier exemplaire, la TZ3 Corsa fut construite en 2010, et un second modèle a été présenté en 2011, la TZ3 Stradale, homologuée pour la route dans une très petite série limitée à neuf exemplaires.
La TZ3 est la troisième génération de modéles ayant les initiales TZ, et a été construit pour célébrer le centenaire du constructeur automobile Alfa Romeo, et sur le quatre-vingt-dixième anniversaire de Zagato.

## L'histoire du projet
Le concept de "Projet TZ3" est très éloigné des origines et de l'histoire de Zagato et Alfa Romeo, leurs histoires qui pendant des décennies ont été en parallèle, en particulier dans la course automobile. Le TZ3, en fait, ne veut pas seulement pour célébrer les 100 ans de la marque milanaise et les 90 ans de Zagato, mais aussi de rappeler et de résumer la collaboration de près d'un siècle. L'historique de ce concept est déterminé par les deux modèles distincts, présentés dans deux moments distincts; En mai 2010 , est présentée la TZ3 Corsa au Concorso d'eleganza de la Villa d'este, et près d'un an plus tard, en avril 2011, est présenté le TZ3 Stradale. Comme pour ses ancêtres TZ1 et TZ2, la TZ3 est un projet issu d'une collaboration étroite entre Alfa Romeo et Zagato, avec la participation du Centro stile Alfa Romeo. La TZ3, alors, est la dernière des trois voitures, présentée en 2010 à l'occasion des cent ans de l'Alfa Romeo. Bien que les initiatives peuvent sembler être indépendantes, la construction de ces voitures est le résultat d'une collaboration précise par Alfa Romeo lui-même avec les organismes qui ont contribué à écrire son histoire, dont Zagato.

## Modèles

### TZ3 Corsa

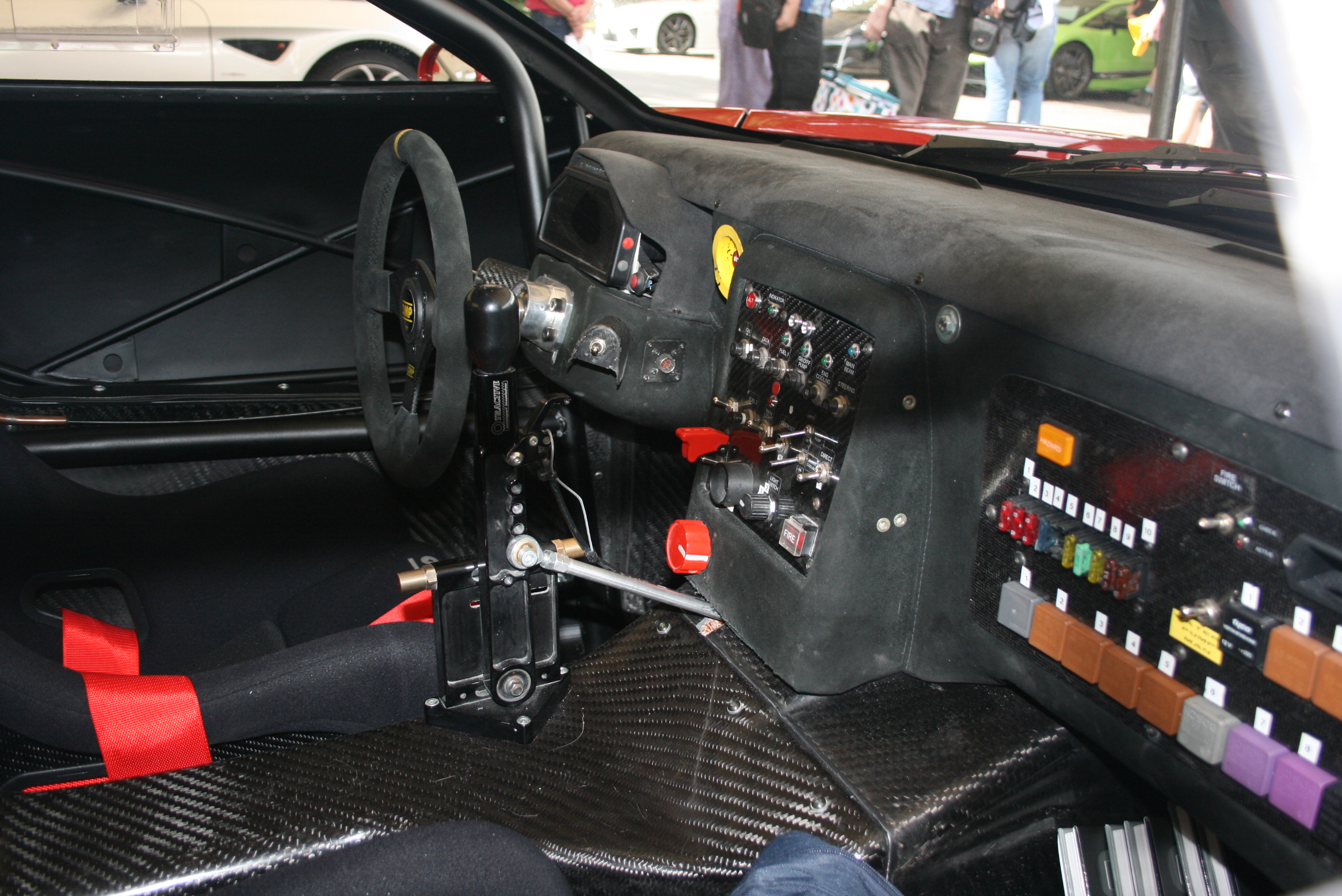
L'intérieur de la TZ3 Corsa.

LAlfa Romeo TZ3 Corsa Zagato est la première des deux versions sur le marché, et ne pouvait pas en être autrement, en effet, en plus d'être un concept de voiture, et ensuite d'anticiper les lignes de la voiture de route, il suit fidèlement l'esprit de compétition de l'historique des sœurs sur la base de Giulia. C'est un exemplaire unique, haute performance, entièrement artisanal, présentée au public au Concorso d'eleganza de la Villa d'este, où il a remporté le prix du Concept de Design en 2010.
La voiture est  un spécimen unique, et est la propriété de celui qui l'a financée : Martin Kapp, un célèbre collectionneur d'Alfa Romeo signées Zagato.

#### Design

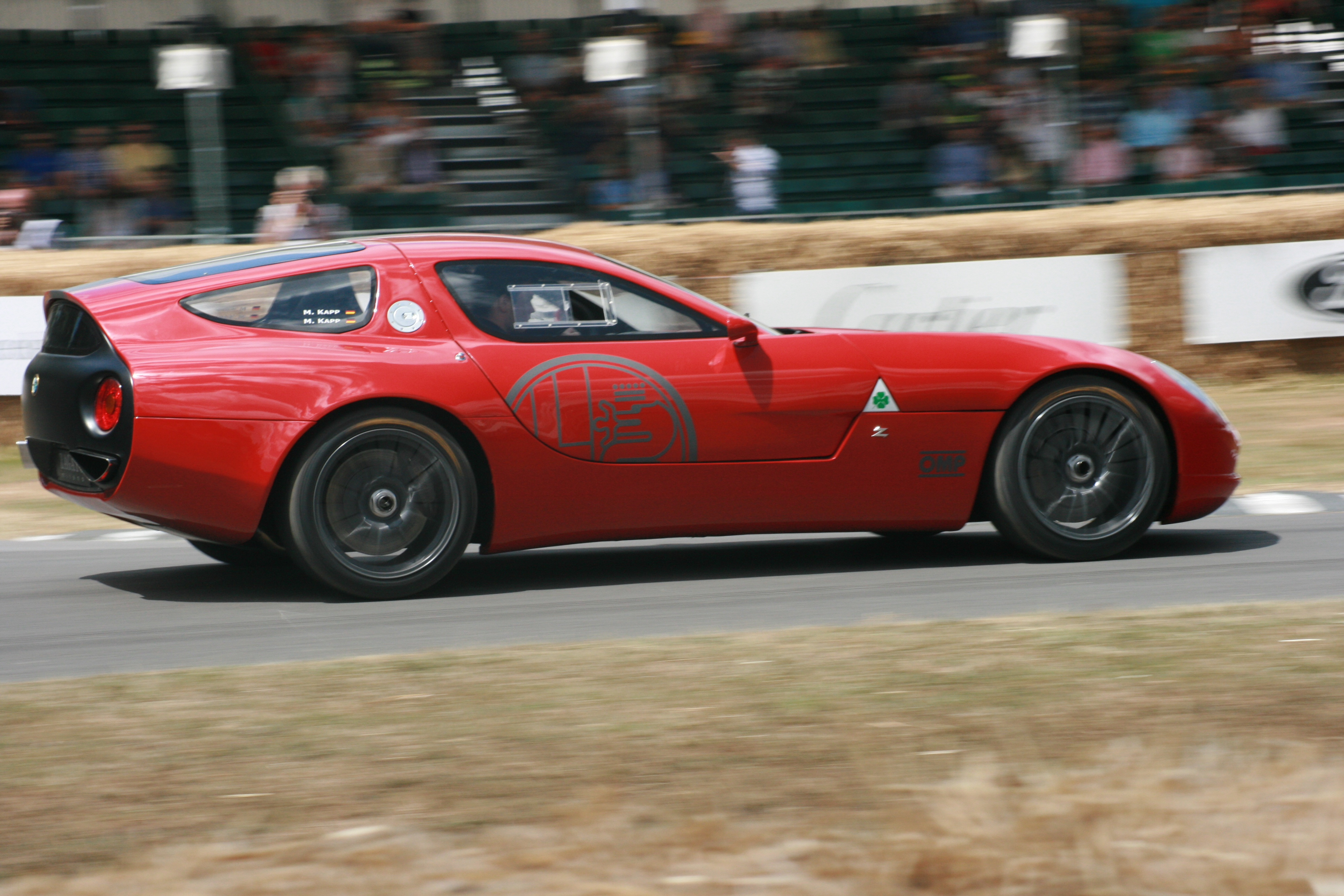
Vue latérale.

La voiture a un design extrême et rare de trouver parmi les modèles de conception récente. Le style de la TZ3 est très inspiré par celui de ses ancêtres TZ1 et TZ2. La carrosserie entière de la voiture est abordée de façon spectaculaire dans le monde de la course, aussi la queue est tronquée et très haute, pour optimiser le comportement aérodynamique de la voiture elle-même. Il est très similaire à d'autres voitures du passé qui sont spécialement conçues à cet effet, comme la Ferrari 250 GT Drogo , ou la Tubolari Zagato, sur la base de l'Alfa Romeo Giulia.
La carrosserie est entièrement en alliage d'aluminium léger, martelé à la main, tandis que le cadre se compose d'un réservoir en fibre de carbone comme l'Alfa Romeo 4C et une structure tubulaire en acier.

### TZ3 Stradale

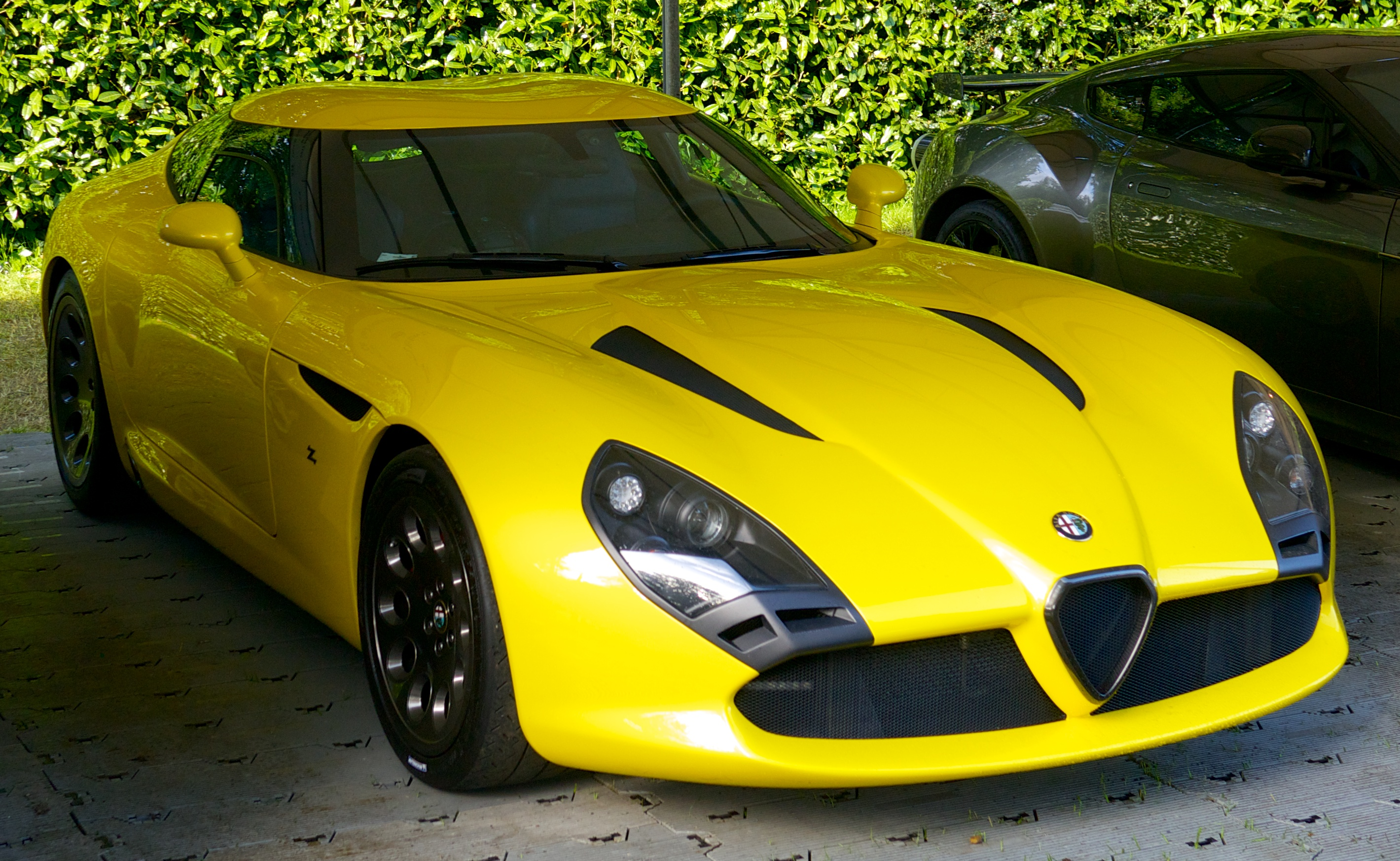
La TZ3 Stradale.

La TZ3 Stradale arrive sur le marché un an plus tard que la TZ3 Corsa, et montre des différences significatives avec celle-ci. Elle est produite en une série limitée de seulement 9 unités et est construite sur la base de la Dodge Viper ACR; ceci a été rendu possible après l'acquisition du Groupe Chrysler par Fiat S.p.A.

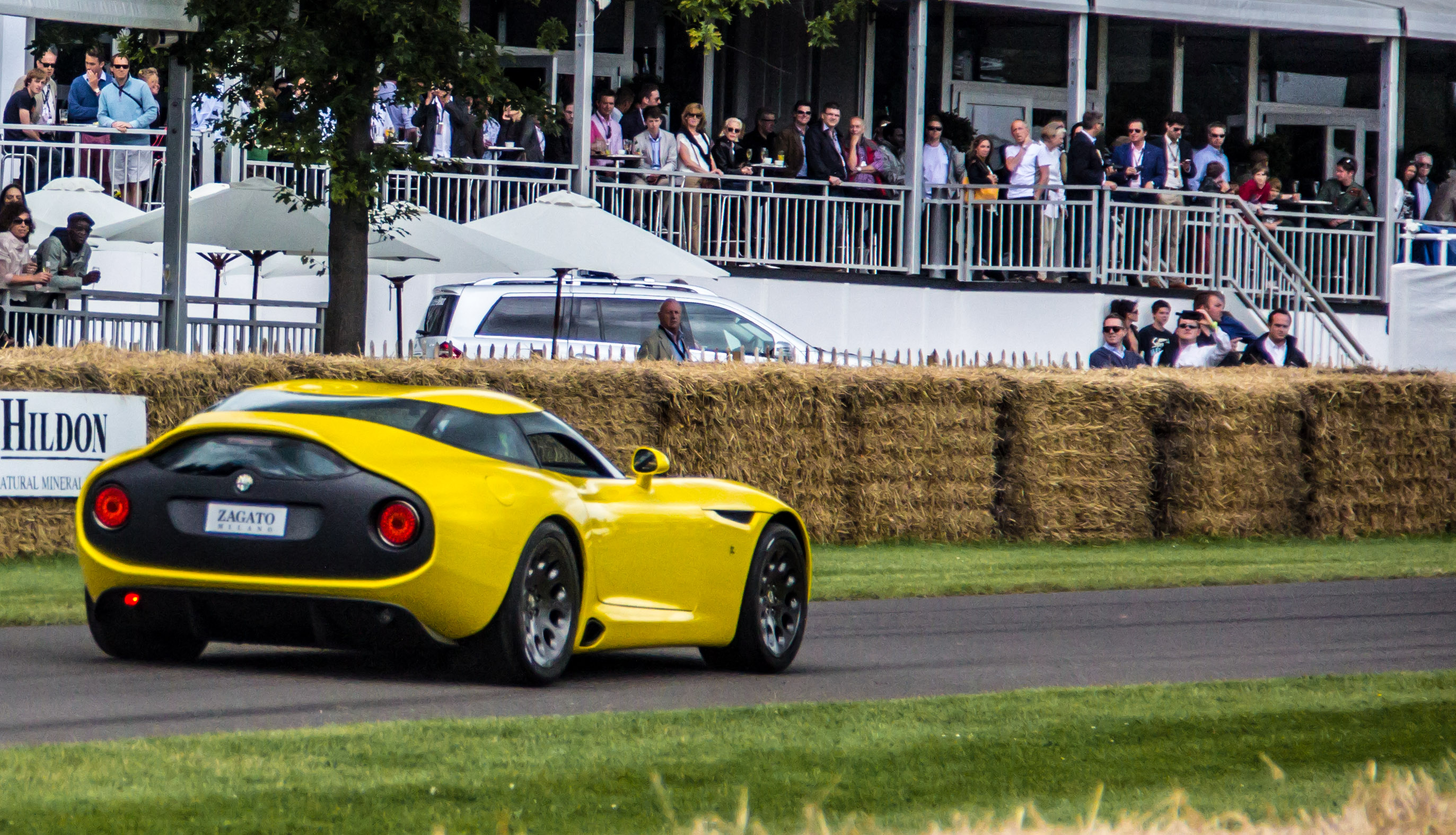
Vue arrière.

L'Alfa Romeo TZ3 Stradale possède le moteur de 8,4 litres à dix-cylindres en aluminium avec la configuration en V en angle de 90 degrés; il délivre une puissance maximale de 600 ch à 6.100 tr/min et un couple de 760 N m à une vitesse de 5 000 tr/min. La transmission est confiée à une boîte de vitesses manuelle à six vitesses, et envoie la puissance du moteur aux roues arrière. La Stradale peut ainsi atteindre une vitesse de pointe de 325 km/h et une accélération de 0 à 100 km/h en 3,6 secondes.